# François Grin
François Grin (14 september 1959) is en Zwitsers econoom. Hij werkt onder andere op het gebied van de economie van communicatie.
Grin studeerde economie aan de Universiteit van Genève en haalde zijn doctoraal summa cum laude in 1989. Hij was daarna docent aan de universiteiten van Montreal en Washington (Seattle) en hoofddocent (maître-assistant) aan de Universiteit van Genève. Vanaf 2001 is hij professor aan de Universiteit van Italiaanssprekend Zwitserland, en vanaf 2004 ook professor aan de Universiteit van Genève.
Hij onderzoekt in het bijzonder de taalsituatie in Zwitserland en in de Europese Unie en heeft gepubliceerd over het concept van een taalbelasting, om de economische nadelen van landen met een weinig verbreide taal te compenseren. Ook heeft hij de situatie van het Kalmuks onderzocht.